# 5232 Jordaens
Az 5232 Jordaens (ideiglenes jelöléssel 1988 PR1) a Naprendszer kisbolygóövében található aszteroida. Eric Walter Elst fedezte fel 1988. augusztus 14-én.